# ジャン・ヴァン・デ・ヴェルデ
ジャン・ヴァン・デ・ヴェルデ（仏: Jean Van de Velde、1966年5月29日 - ）は、フランスのプロゴルファー。1999年の全英オープンで優勝を目前にしながら劇的な逆転負けを喫した「カーヌスティの悲劇」（ヴァン・デ・ヴェルデの悲劇）で世界的に有名になった。

## 略歴
アマチュアで3勝を挙げ1987年プロ転向し、1989年より欧州PGAツアー参戦。1993年、ローマ・マスターズで欧州ツアー初勝利を挙げるも、後述の「カーヌスティの悲劇」までは世界的には無名の存在であった。

## 1999年全英オープン
24年ぶりにカーヌスティ・ゴルフリンクスで開催された大会は、各選手がカーヌスティ特有の深いラフに苦しめられスコアを崩す中、当時世界ランク152位の伏兵ヴァン・デ・ヴェルデが首位に立ち最終日を迎えた。最終組で回ったヴァン・デ・ヴェルデは、17番ホールを終えた時点で2位に3打差を付け、メジャー初優勝は確実と思われた。
最終18番(パー4)、ティーショットで右に大きく曲げて隣のホールへ。無理してグリーンを狙った2打目は観客席を直撃して跳ね返り深いラフの中に入ってしまう。そして3打目。ダフリ気味のボールは無情にもクリークの中へ。すっかり冷静さを失ったヴァン・デ・ヴェルデは裸足でクリークの中に入って水切りショットを試みようとするが、無謀なのは明らかで結局1打罰を払い、5打目に賭けることとなる。5打目もクリークを越えたもののバンカーに捕まり、結局6オン1パットのトリプルボギーを叩き、3選手によるプレーオフになってしまった。結局プレーオフでポール・ローリーに敗れ、まさかの大逆転負けを喫してしまった。
このゴルフ史に残る逆転劇は「カーヌスティの悲劇」「ヴァン・デ・ヴェルデの悲劇」としてゴルフファン・視聴者に鮮烈な印象を残し、ヴァン・デ・ヴェルデのキャリアの代名詞として語り継がれるようになった。

## プロ優勝 (4)

### 欧州ツアー (2)
| No. | Date        | Tournament                                   | 優勝スコア      | パー | 打差     | 2位                |
| --- | ----------- | -------------------------------------------- | --------------- | ---- | -------- | ------------------ |
| 1   | 18 Apr 1993 | ローマ・マスターズ                           | 66-76-67-72=281 | –7   | Playoff  | グレグ・ターナー   |
| 2   | 26 Mar 2006 | Madeira Island Open Caixa Geral de Depositos | 69-65-71-68=273 | –15  | 1 stroke | リー・スラッテリー |

### その他 (2)
- 1988 UAP Under-25s Championship
- 1998 Championnat de France Pro

## エピソード
貴族出身で親戚はお城を保有している。
1999年の全英オープンで負けた際のインタビューで「たかがゴルフじゃないか。何をそんなに騒いでいる。」と答えたと言われている。
実際は悔しかったらしく、仲間と朝まで飲み明かした。